# Лази (Кросненський повіт)
Лази (пол. Łazy) — село у Польщі, у гміні Риманів Кросненського повіту Підкарпатського воєводства на північно-західній окраїні від містечка Риманів, центру однойменної гміни. Населення — 105 осіб (2011).
У 1975—1998 роках село належало до Кросненського воєводства.

## Демографія
Демографічна структура станом на 31 березня 2011 року:
|          | Загалом | Допрацездатний вік | Працездатний вік | Постпрацездатний вік |
| -------- | ------- | ------------------ | ---------------- | -------------------- |
| Чоловіки | 49      | 10                 | 29               | 10                   |
| Жінки    | 56      | 12                 | 27               | 17                   |
| Разом    | 105     | 22                 | 56               | 27                   |

## Особистості
У Лазах 1919 року народився відомий в Польщі ксьондз конвентуальний францисканець Анджей Тадеуш Дептух, громадський діяч, екс-вояк Армії Крайової, згодом репресований в комуністичні роки.